# 230 (число)
230 (Дві́сті три́дцять) — натуральне число між 229 та 231.
- 230 день в році — 18 серпня (у високосний рік 17 серпня).

## У математиці
- щасливе число
- У десятковій системі ділиться без залишку на суму своїх цифр.

## В інших галузях
- 230 рік;
- 230 до н. е.
- 230 метрів — розмір підстави піраміди Хеопса.
- В Юнікоді 00E616 — код для символу «?» (Latin Small Letter Ae).
- NGC 230 — спіральна галактика в сузір'ї Кит.
- 230 вольт — стандартна напруга в мережах країн Євросоюзу.

## У науці
- У кристалографії існує 230 різних просторових кристалографічних груп